# Mary MacLaren
Pour les articles homonymes, voir MacLaren.
Mary MacLaren est une actrice américaine, née Mary MacDonald le 19 janvier 1896 à Pittsburgh (Pennsylvanie), morte le 9 novembre 1985 à Los Angeles — Quartier d'Hollywood (Californie).

## Biographie
Sœur de l'actrice Katherine MacDonald (1891-1956), elle adopte le pseudonyme de Mary MacLaren en 1916 pour Shoes et mène une première carrière au cinéma durant la période du muet, contribuant alors à trente-trois films américains, sortis entre 1916 et 1924.
Un de ses rôles notables est celui d'Anne d'Autriche, dans Les Trois Mousquetaires de Fred Niblo (1921, avec Adolphe Menjou personnifiant Louis XIII), puis dans Sous la robe rouge (Under the Red Robe) d'Alan Crosland (1923). Parmi ses autres films muets, trois sont réalisés par Tod Browning, dont Bonnie, Bonnie Lassie (1919, avec Spottiswoode Aitken et David Butler).
Après le passage au parlant, elle revient au cinéma dans un film sorti en 1931. Suivent cent-vingt autres films américains sortis de 1933 à 1949 (après quoi elle se retire), souvent dans des petits rôles non crédités, parfois comme second rôle de caractère.
En particulier, elle contribue à une vingtaine de westerns, dont trois avec John Wayne, tel La Rivière écarlate (King of the Pecos) de Joseph Kane (1936).

## Filmographie partielle

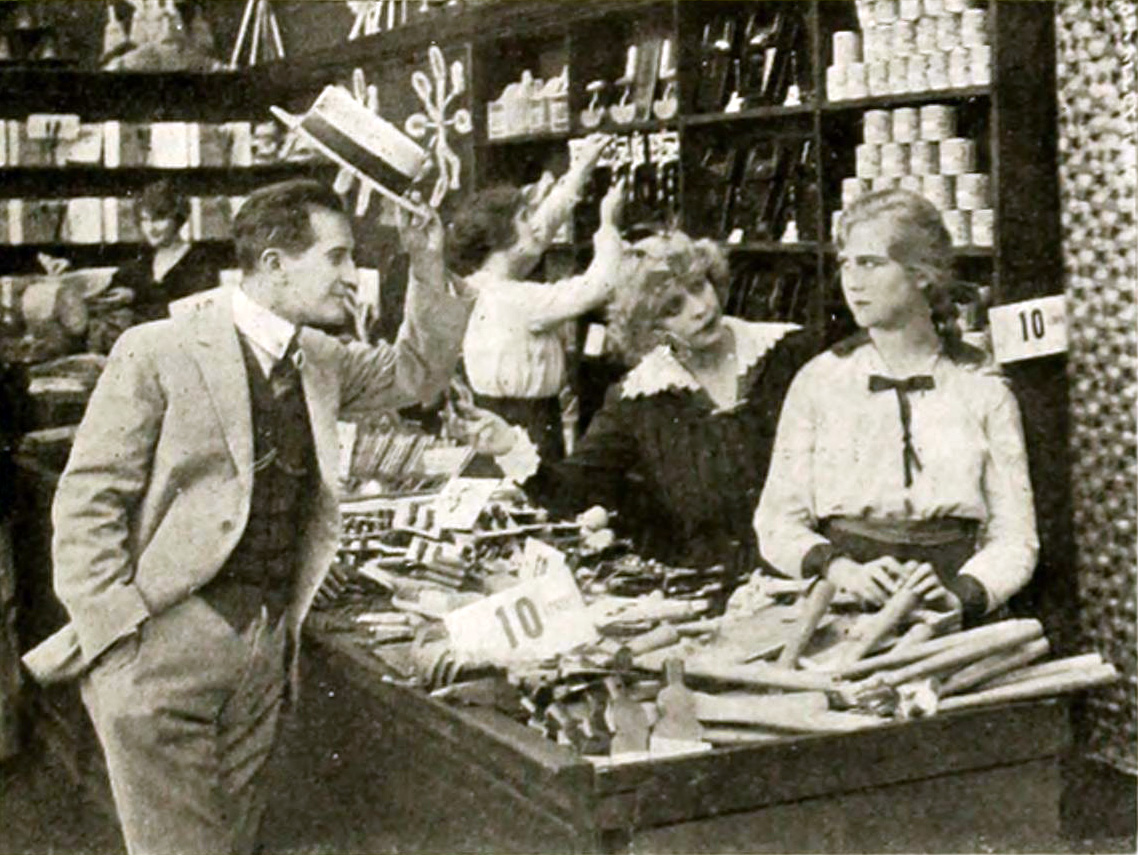
Shoes (1916)

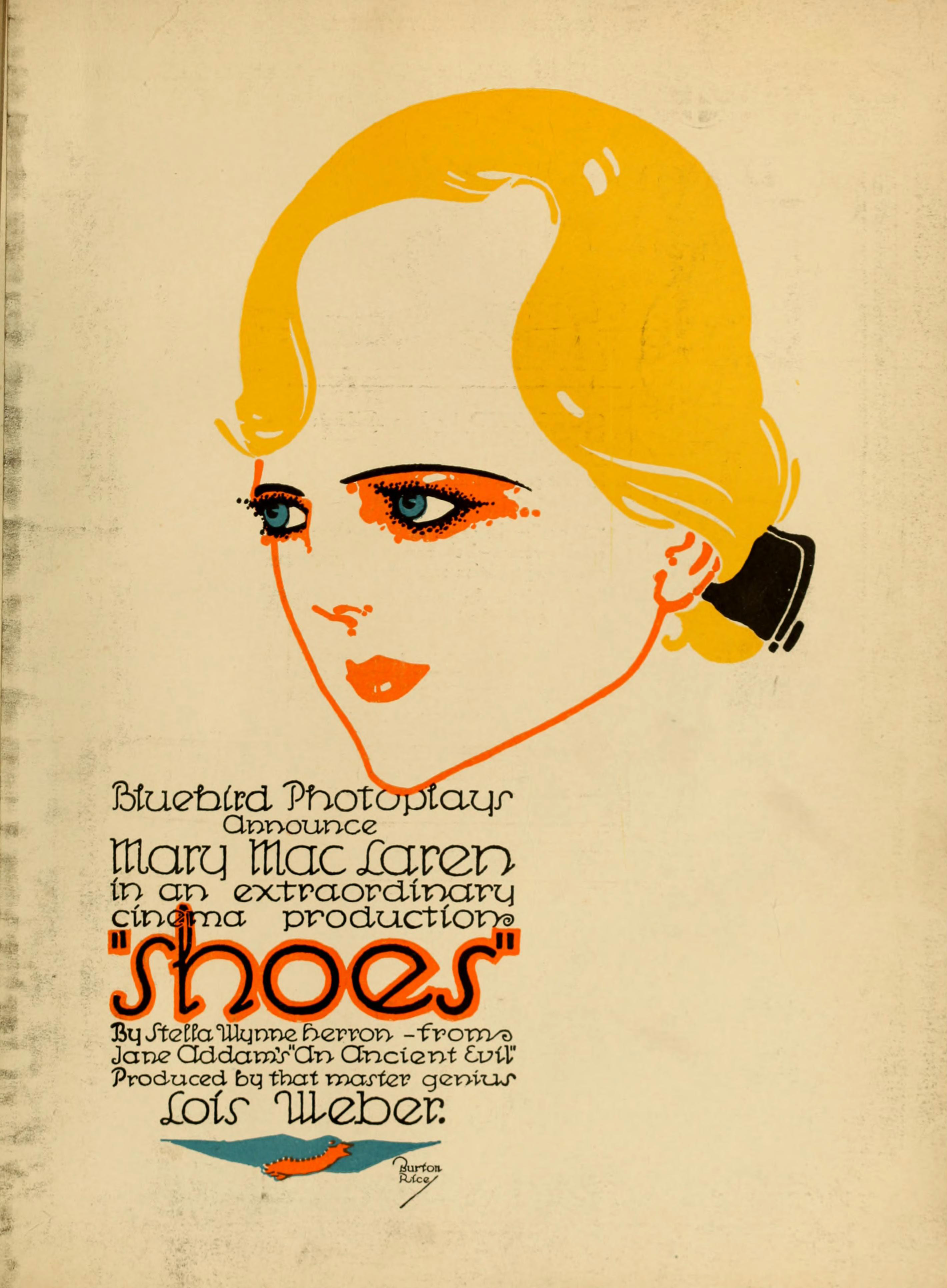
Shoes (1916)

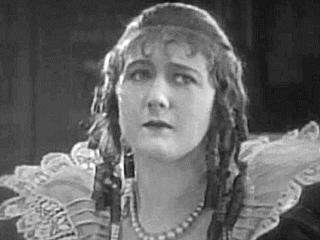
Dans Les Trois Mousquetaires (1921)

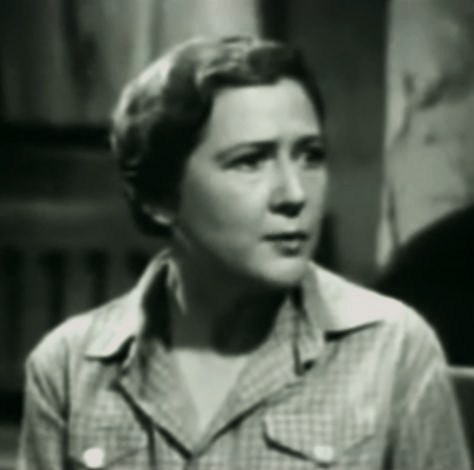
Dans A Lawman Is Born (1937)

### Période du muet
- 1916 : Where Are My Children? de Phillips Smalley et Lois Weber : la servante des Walton
- 1916 : Shoes de Lois Weber : Eva Meyer
- 1917 : Money Madness d'Henry MacRae : Ethel Fuller
- 1917 : The Mysterious Mrs. Musslewhite de Lois Weber : Phyllis Woodman
- 1918 : A Model's Confession d'Ida May Park : Iva Seldon
- 1919 : The Petal on the Current de Tod Browning : Stella Schump
- 1919 : Secret Marriage de Tom Ricketts : Mary MacLaren
- 1919 : The Weaker Vessel de Paul Powell : Abby Hopkins
- 1919 : Les Blés d'or (The Unpainted Woman')' de Tod Browning : Gudrun Trygavson
- 1919 : Les Marches qui craquent (Creaking Stairs) de Rupert Julian : « Dearie » Lane
- 1919 : Bonnie, Bonnie Lassie de Tod Browning : Alisa Graeme
- 1919 : The Amazing Wife d'Ida May Park : Cicely Osborne
- 1920 : The Road to Divorce de Phil Rosen : Mary Bird
- 1921 : Les Trois Mousquetaires (The Three Musketeers) de Fred Niblo : Anne d'Autriche
- 1921 : Immolation (The Wild Goose) d'Albert Capellani : Diana Manneers
- 1922 : Cent à l'heure (Across the Continent) de Phil Rosen : Louise Fowler
- 1922 : Le Visage dans le brouillard (The Face in the Fog) d'Alan Crosland : Mary Dawson
- 1922 : Outcast de Chester Withey : Valentine Moreland
- 1923 : On the Banks of the Wabash de J. Stuart Blackton : Yvonne
- 1923 : Sous la robe rouge (Under the Red Robe) d'Alan Crosland : Anne d'Autriche
- 1924 : The Uninvited Guest de Ralph Ince : Irène Carlton
- 1924 : The Courageous Coward de Paul Hurst : Jerry Luther

### Période du parlant
- 1933 : The Phantom Broadcast (en) de Phil Rosen : Beth
- 1933 : Headline Shooter (en) d'Otto Brower : la meurtrière
- 1934 : Les Hommes en blanc (Men in White) de Richard Boleslawski : une infirmière
- 1934 : Journal of a Crime de William Keighley
- 1934 : J'écoute (I've Got Your Number) de Ray Enright : Mme Banning
- 1934 : Cléopâtre (Cleopatra) de Cecil B. DeMille : une Romaine
- 1934 : L'Ombre du passé (Registered Nurse) de Robert Florey : la mère de Dickie
- 1934 : Hors la famille (The Life of Vergie Winters) d'Alfred Santell : Une infirmière
- 1935 : Le Conquérant des Indes (Clive of India) de Richard Boleslawski : Une infirmière
- 1935 : Les Loups du désert (Westward Ho) de Robert N. Bradbury : Ma Wyatt
- 1935 : Chronique mondaine (After Office Hours) de Robert Z. Leonard : La servante des Patterson
- 1935 : Age of Indiscretion d'Edward Ludwig : La servante de Mme Shaw
- 1935 : Les Misérables (titre original) de Richard Boleslawski : Une infirmière
- 1935 : Unwelcome Stranger de Phil Rosen : Mlle Madden
- 1935 : Saddle Aces (en) d'Harry L. Fraser : Mme Sabot
- 1935 : La Joyeuse Aventure (Ladies Crave Excitement) de Nick Grinde : Une servante
- 1935 : Harmony Lane (en) de Joseph Santley : Mme Wade
- 1935 : Tempête au cirque (O'Shaughnessy's Boy), de Richard Boleslawski (non créditée)
- 1936 : Chatterbox de George Nichols Jr. : La femme avec laquelle Jenny parle à l'audience
- 1936 : La Rivière écarlate (King of the Pecos) de Joseph Kane : Mme Clayborn
- 1936 : Le Petit Lord Fauntleroy (Little Lord Fauntleroy) de John Cromwell : Une servante
- 1936 : Capitaine Janvier (Captain January) de David Butler : La gouvernante
- 1936 : One Rainy Afternoon, de Rowland V. Lee
- 1936 : L'Homme nu (Love on a Bet) de Leigh Jason
- 1936 : Théodora devient folle (Theodora Goes Wild) de Richard Boleslawski : Mme Wilson
- 1937 : La Belle Espionne (Sea Devils) de Benjamin Stoloff : Une infirmière
- 1937 : Un homme qui se retrouve (The Man Who Found Himself) de Lew Landers : Mary
- 1937 : A Lawman Is Born (en) de Sam Newfield : Martha Lance
- 1937 : Un jour aux courses (A Day at the Races) de Sam Wood : une infirmière
- 1937 : Monsieur Dood part pour Hollywood (Stand-In) de Tay Garnett : Naomi
- 1938 : Smashing the Rackets (en) de Lew Landers : une infirmière
- 1938 : Le Jeune docteur Kildare (Young Dr. Kildare) de Harold S. Bucquet : la locataire apportant une couverture
- 1938 : Le Duc de West Point (The Duke of West Point) d'Alfred E. Green : une infirmière
- 1939 : La Baronne de minuit (Midnight) de Mitchell Leisen : une invitée de la fête chez Stéphanie
- 1939 : Emporte mon cœur (Broadway Serenade) de Robert Z. Leonard : une costumière
- 1939 : Pacific Express (Union Pacific) de Cecil B. DeMille : l'épouse d'un officiel
- 1939 : L'Autre (In Name Only) de John Cromwell : une infirmière
- 1940 : Le Fantôme du cirque (The Shadow) de James W. Horne
- 1940 : Rocky Mountain Rangers de George Sherman : Mme Logan
- 1940 : L'Archer vert (Green Archer) de James W. Horne : Mme Patton
- 1940 : Misbehaving Husbands de William Beaudine : une commère
- 1941 : Sunset in Wyoming (en) de William Morgan : la femme de Jim
- 1941 : The Apache Kid de George Sherman : la femme de Settler
- 1942 : The Man Who Returned to Life de Lew Landers : Mme Foster
- 1942 : The Cyclone Kid de George Sherman : Martha Sullivan
- 1943 : L'Homme-léopard (The Leopard Man) de Jacques Tourneur : une religieuse
- 1943 : Six Gun Gospel de Lambert Hillyer : Mme Mary Dailey
- 1943 : Fighting Valley (en) d'Oliver Drake : Ma Donovan
- 1944 : Les Nuits ensorcelées (Lady in the Dark) de Mitchell Leisen : la bibliothécaire
- 1944 : Les Hommes de demain (Tomorrow, the World!) de Leslie Fenton (non créditée)
- 1945 : The Navajo Trail (en) d'Howard Bretherton : Stella Ramsey
- 1945 : La Duchesse des bas-fonds (Kitty) de Mitchell Leisen : la servante du duc de Malmunster
- 1945 : Frontier Feud de Lambert Hillyer : Sarah
- 1946 : À chacun son destin (To Each His Own) de Mitchell Leisen : une infirmière
- 1948 : Crossed Trails de Lambert Hillyer : Mme Laswell
- 1948 : Dream Girl de Mitchell Leisen : la femme du juge Allerton
- 1949 : Mon véritable amour (My Own True Love) de Compton Bennett : la femme dans la cabane